# Île Bijoutier
L'île Bijoutier est une île inhabitée faisant partie de l'Atoll Saint-François dans les îles Extérieures aux Seychelles.